# Luitpold von Horn
Luitpold Freiherr von Horn (* 1. Januar 1854 in München; † 22. Juni 1914 ebenda) war ein bayerischer General der Artillerie.

## Leben

### Herkunft
Luitpold war ein Sohn des bayerischen Generals der Infanterie Karl von Horn (1818–1896) aus dem bayerischen Adelsgeschlecht von Horn und dessen Ehefrau Magdalena, geborene Auernheimer (1818–1870). Sein älterer Bruder Carl (1847–1923) wurde bayerischer Generaloberst und Kriegsminister.

### Militärkarriere
Nach dem Besuch des Kadettenkorps trat Horn 1872 als Sekondeleutnant in das 3. Feldartillerie-Regiment „Königin Mutter“ der Bayerischen Armee ein. Nach einer einjährigen Verwendung im 1. Fußartillerie-Regiment „von Bothmer“ kehrte er 1881 in sein Stammregiment zurück und absolvierte 1882/85 die Kriegsakademie, die ihm die Qualifikation für den Generalstab aussprach. Er stieg zum Oberleutnant auf, wurde 1887 als Adjutant der 2. Feldartillerie-Brigade kommandiert und in dieser Eigenschaft zum Hauptmann befördert. Mit seiner Ernennung zum Batteriechef kehrte er 1888 in den Truppendienst zurück und war im gleichen Jahr auch als begleitender Offizier des Prinzen Rupprecht von Bayern tätig. Zugleich erfolgte im Jahr darauf seine Kommandierung als Stellvertreter zur Kommission für Prüfung der Ausrüstung der berittenen Artillerie. 1891 wurde Horn zum Mitglied dieser Kommission ernannt und 1892 zur Remonteankaufskommission innerhalb Bayerns kommandiert. Mit der Beförderung zum Major wurde er 1894 zunächst zur Zentralstelle des Generalstabes und anschließend zum Generalstab der 5. Division versetzt. 1896 erfolgte seine Kommandierung nach Berlin in den Großen Generalstab der Preußischen Armee. Horn stieg 1898 zum Oberstleutnant auf und wurde Abteilungskommandeur im 3. Feldartillerie-Regiment „Königin Mutter“. Nach seiner Mitte August 1900 erfolgten Beförderung zum Oberst war er vom 15. April bis zum 30. September 1901 Kommandeur des 5. Feldartillerie-Regiments und anschließend Kommandeur des 1. Feldartillerie-Regiments „Prinzregent Luitpold“. Unter Beförderung zum Generalmajor wurde er am 9. März 1903 zum Abteilungsleiter im Generalstab ernannt. Daran schloss sich vom 10. April 1905 bis zum 20. Mai 1906 eine Verwendung als Kommandeur der 6. Feldartillerie-Brigade an. Als Generalleutnant war Horn anschließend kurzzeitig Kommandeur der 6. Division und erhielt am 12. Oktober 1906 das Kommando über die 5. Division. In dieser Eigenschaft wurde ihm 1909 der Verdienstorden vom Heiligen Michael I. Klasse verliehen. Am 22. Februar 1912 wurde er zum General der Artillerie befördert und zum Kommandierenden General des III. Armee-Korps ernannt. 1914 wurde er zur Disposition gestellt.

### Familie
Horn hatte sich am 19. September 1883 in München mit Gabriele Freiin von Hornstein (1863–1888), einer Tochter des Gutsbesitzers Robert Freiherr von Hornstein verheiratet. Aus der Ehe ging die Tochter Charlotte (* 1886) hervor, die 1906 den bayerischen Hauptmann Otto Heller heiratete.